# Henry Ogg Forbes
Henry Ogg Forbes (* 30. Januar 1851 in Drumblade; † 27. Oktober 1932 in Liverpool) war ein britischer Forschungsreisender und Botaniker. Sein offizielles botanisches Autorenkürzel lautet „H.O.Forbes“.

## Leben
Forbes studierte Naturwissenschaften und bereiste 1878 bis 1883 die Ostindischen Inseln, insbesondere Java, Sumatra und Timor, um insbesondere botanische Forschungen durchzuführen. Von Timor, dessen portugiesischen Ostteil er von Ende 1882 bis 1883 besuchte, schuf er einen detaillierten Bericht über das bergige Inselinnere. Seine Frau Anna hatte er in einem Haus oberhalb der kolonialen Hauptstadt Dili untergebracht, während er selbst mit einem großen Tross während der Regenzeit in die Hügel auf Expedition ging. In seiner Sammelleidenschaft wurde er immer wieder gebremst, da er Orte, die als heilig (lulik) galten, nicht betreten durfte. Bei seiner Expedition in das Reich Samoro erhielt Forbes die Nachricht, dass seine Frau an einem Fieber schwer erkrankt sei. Er kehrte daraufhin schnell nach Dili zurück. Seine Frau war bei seiner Ankunft wieder genesen, aber Forbes entschied sich im Juni 1883 zur überhasteten Abreise nach Batavia von wo aus er seine Heimat Schottland einen Monat später erreichte.
Im April 1885 verließ er London erneut, um Neuguinea zu erforschen. Er landete in Port Moresby am 31. August und brach am 25. September zum Owen-Stanley-Gebirge auf, kam jedoch nur 105 Kilometer weit. Auch ein zweiter Versuch im Mai 1886 misslang. Ende 1898 ging er mit William Robert Ogilvie-Grant auf eine hauptsächlich zoologischen Zwecken dienende Expedition nach Sokotra und deren Nebeninsel Abd el-Kuri.
Zwischen 1890 und 1893 war Forbes Direktor des Canterbury Museums in Neuseeland. Von 1911 bis 1932 war er beratender Leiter des Museums in Liverpool.

## Werke
- A naturalist's wanderings in the Eastern Archipelago. – London: Sampson, Low, Marston, Searle & Rivington, 1885.
- Three months' exploration in the Tenimber Islands or Timor Laut. – London: Royal Geographical Society, 1884.
- Progress of an expedition to New Guinea. 1886.